# Olaf Ludwig

Olaf Ludwig (2025)

Olaf Ludwig (* 13. April 1960 in Gera) ist ein ehemaliger deutscher Radrennfahrer und Olympiasieger im Radsport.
In den 1980er- und 1990er-Jahren war er in dieser Sportart einer der erfolgreichsten Deutschen. Seine größten internationalen Erfolge als „Staatsamateur“ der DDR waren zwei Gesamtsiege bei der Internationalen Friedensfahrt in den Jahren 1982 und 1986 sowie der Olympiasieg im olympischen Straßenrennen bei den Olympischen Sommerspielen 1988. Auf nationaler Ebene siegte er 1986 und 1989 bei den DDR-Straßen-Radmeisterschaften im Einzelrennen.
Nach dem Fall der Berliner Mauer unterzeichnete er Ende 1989 seinen ersten Profivertrag. Als Profi gewann er insgesamt drei Etappen der Tour de France sowie einmal die Sprintwertung um das grüne Trikot. Im Jahr 1992 wurde er Gesamtsieger im Rad-Weltcup. Bei den Straßen-Radweltmeisterschaften im folgenden Jahr erreichte er den dritten Platz im Einzelrennen der Profis.
Nach dem Ende seiner aktiven Laufbahn gründete er das Unternehmen Olaf Ludwig Cycling GmbH, das bis zum 31. Oktober 2006 das Team T-Mobile leitete. Darüber hinaus übernahm er verschiedene Funktionen beim Bund Deutscher Radfahrer, bei der Profimannschaft Team Telekom sowie beim Weltradsportverband UCI.

## Leben und Karriere

### Kindheit und Jugend
Olaf Ludwigs Eltern waren der Maschinist Rolf Ludwig († 1977) und Sieglinde Ludwig. Seit 1967 lebte die Familie im Geraer Stadtteil Thieschitz. Schon in seiner Kindheit war Olaf Ludwig sehr sportbegeistert – er spielte Fußball und war Leichtathlet. In beiden Sportarten verfügte er nach Meinung seiner Trainer über ein gewisses Talent.
Im Mai 1972 war Gera Etappenort der Internationalen Friedensfahrt, wobei der DDR-Fahrer Karl-Heinz Oberfranz Etappensieger wurde. Dieses Ereignis war für den zwölfjährigen Olaf derart beeindruckend, dass er bei der SG Dynamo Gera Mitte bei seinem ersten Übungsleiter Heinz Hiepe mit dem Radsport begann. Dort wurde sein Talent schnell erkannt. Bereits ein Jahr später sollte der Junge entsprechend dem Leistungssportsystem der DDR zu einem Verein in Berlin delegiert werden. Dies hätte bedeutet, ihn auf ein Internat zu schicken. Seine Eltern lehnten jedoch ab, und Olaf blieb in Gera.
Ab 1974 wurde er bei der SG Wismut Gera, zu der die Rennabteilung der Sportgemeinschaft Dynamo gewechselt war, vom ehemaligen Straßenfahrer Werner Marschner trainiert, der ihn sehr förderte. Einen Titel gewann er bei den Rennen der Kinder- und Jugendspartakiade 1977. Nachdem er 1976 bei der Internationalen Junioren-Sternfahrt in Neugersdorf den dritten Platz belegt hatte, wurde er in die Junioren-Nationalmannschaft der DDR aufgenommen.
1977 war das bis dahin erfolgreichste Jahr für den jungen Olaf Ludwig. Bei den Jugendwettkämpfen der Freundschaft in Havanna gewann er mit Thomas Barth, Falk Boden und André Kluge im Mannschaftszeitfahren. Wenige Wochen später errang die Mannschaft bei den Junioren-Weltmeisterschaften im österreichischen Stockerau die Goldmedaille. Im August desselben Jahres lernte er in einer Disco seine spätere Ehefrau kennen. Überschattet wurde dieses für Olaf Ludwig so erfolgreiche Jahr im November durch den plötzlichen Tod seines Vaters Rolf.
Den Juniorenweltmeistertitel konnte die Mannschaft in unveränderter Besetzung 1978 in Washington, D.C. verteidigen. Im Sommer 1979 legte er – gemeinsam mit Thomas Barth – an der Kinder- und Jugendsportschule in Gera das Abitur ab. Neben seiner Radsportkarriere begann er in Leipzig ein Studium zum Sportlehrer, übte den Beruf aber niemals aus.

### Karriere als Amateur

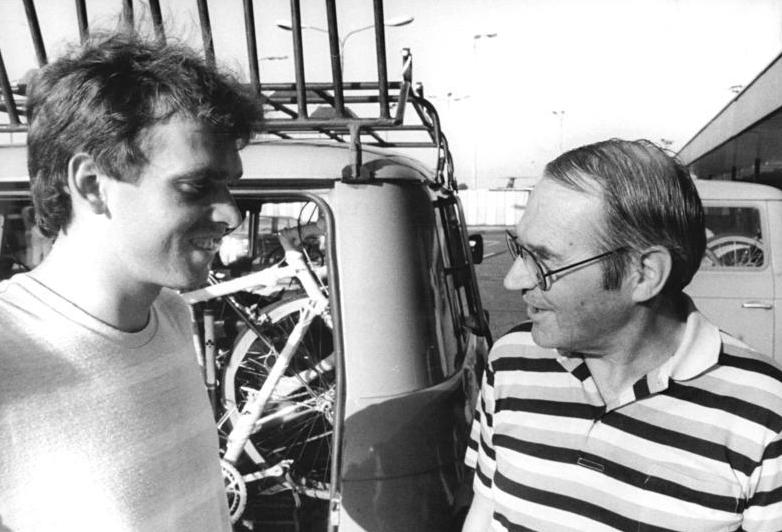
Olaf Ludwig und sein langjähriger Trainer Werner Marschner, 1985

1979 errang er mit dem Gewinn der Wertung für den besten Nachwuchsfahrer in der DDR-Rundfahrt einen Achtungserfolg. International konnte er mit zwei Etappensiegen in der Setubal-Rundfahrt in Portugal auf sich aufmerksam machen. Nachdem er die Oder-Rundfahrt gewonnen hatte, nahm er 1980 erstmals an der Internationalen Friedensfahrt teil und sorgte für Aufsehen, als er gleich die erste Etappe rund um Breslau gewann und zwei Etappen lang das Gelbe Trikot trug. In Berlin konnte er auch die sechste Etappe gewinnen – eine Prestigefrage, da hier bei der Zieleinfahrt die Staats- und Parteiführung der DDR auf der Tribüne saß. Zwei Tage später gewann er die achte Etappe in Halle und anschließend noch das Bergzeitfahren in Solenice. Seine erste Friedensfahrt konnte er mit einem dritten Platz in der Gesamtwertung beenden.
Im selben Jahr nahm er in Moskau an seinen ersten Olympischen Spielen teil. Im Mannschaftszeitfahren gewann er mit Hans-Joachim Hartnick, Bernd Drogan und Falk Boden knapp die Silbermedaille, beim Einzelrennen wenige Tage später wurde er jedoch nur Zweiunddreißigster. Kurz nach seiner Rückkehr heirateten Olaf und Heike Ludwig im August 1980, nachdem ihre erste gemeinsame Tochter im Juli 1979 zu Welt gekommen war.
1981 siegte er bei der Niedersachsen-Rundfahrt (mit drei Etappensiegen), anschließend konnte er fünf Etappensiege bei der Friedensfahrt feiern und belegte in der Gesamtwertung den vierten Platz. 1982 konnte er schließlich seinen ersten Friedensfahrt-Gesamtsieg feiern, nachdem er das Gelbe Trikot, das er im Prolog gewonnen hatte, schon am nächsten Tag verloren und erst in der vorletzten Etappe zurückgeholt hatte. Über die Folgen dieses Sieges schrieb er später in seiner Autobiografie Höllenritt auf der Himmelsleiter:

„Die Triumphfahrt im Fahnenmeer war schnell verrauscht, aber die Begeisterung der Menschen hielt an. Wochenlang mußte unsere Postfrau in Thieschitz Briefe und Karten kiloweise heranschleppen, nach ein paar Tagen hing sie entnervt nur noch die Einkaufstaschen voller Post an unseren Gartenzaun. […] Es war unglaublich. Damals ist mir wirklich bewußt geworden, welche Verantwortung man als Sportler auf sich lädt, wenn man vornwegfährt und Erfolg hat. Ob man will oder nicht: Man wird von jedermann vereinnahmt, auf Schritt und Tritt beobachtet, zur gesellschaftlichen Person und zum Vorbild ernannt.
[…] Und doch hat mir diese Woge der Aufmerksamkeit viel Kraft gegeben. Der Vorsatz, die vielen Fans und Freunde in der Heimat nicht zu enttäuschen, hat mich bei allen meinen Rennen als Rückhalt und Antrieb rund um den Globus verfolgt.“

1980, 1981 und 1988 siegte er im Auswahlrennen Rund um Langenau. Im September 1982 wurde er mit dem Nationalteam der DDR Mannschaftssieger bei der Tour de l’Avenir in Frankreich. 1983 wurde er bei dieser Tour Gesamtsieger. Im selben Jahr wurde er zum zweiten Mal Vater – am 3. Oktober kam sein Sohn zur Welt. 1983 startete er bei den UCI-Straßen-Weltmeisterschaften und wurde als Sechster im Straßenrennen der Amateure klassiert. 1980 (mit Thomas Barth), 1982 (mit Gerald Mortag), 1983 (mit Jörg Köhler) und 1987 (mit Andreas Wartenberg) gewann er die 6 Tage um den Preis der Jungen Welt.
1984 konnte er wegen des Boykotts der sozialistischen Staaten nicht an den Olympischen Spielen in Los Angeles teilnehmen.
Als Ersatz wurden auf dem Schleizer Dreieck die sogenannten „Internationalen Wettkämpfe der Freundschaft“ ausgetragen. Ein Sieg bei diesen Wettkämpfen, bei denen 33 Fahrer aus elf Ländern teilnahmen, sollte vom DTSB wie ein Olympiasieg gewertet werden. Trotz der heimischen Kulisse konnte Olaf Ludwig nur Platz acht erreichen.
1985 musste er wegen einer schweren Erkältung erstmals auf den Start bei der Friedensfahrt verzichten. Allerdings wurde er wenig später Gesamtsieger der Rheinland-Pfalz-Rundfahrt.

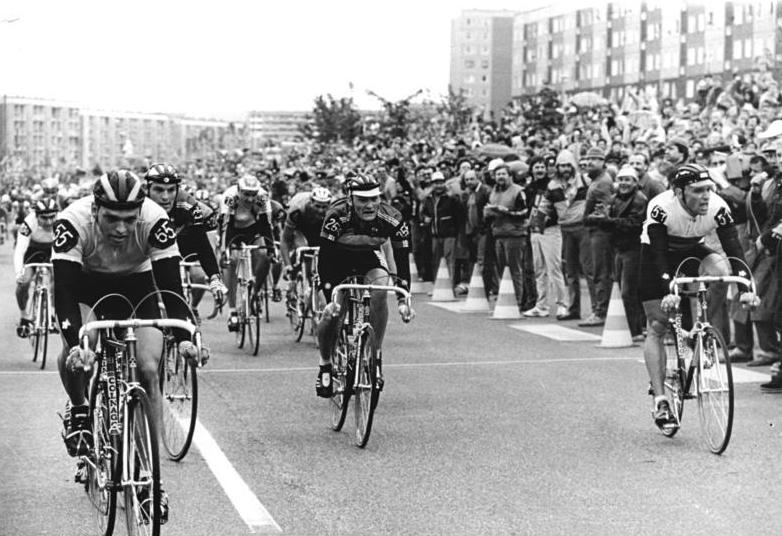
4. Etappe der Friedensfahrt 1987 in Gera: Links Ludwig, rechts Uwe Ampler, in der Mitte der Franzose Jean-François Lafille

1986 gewann er die Internationale Friedensfahrt zum zweiten Mal und gewann den Titel bei den DDR-Meisterschaft im Straßenrennen. Sie begann am 7. Mai in Kiew – nur zwei Wochen nach dem Reaktorunfall von Tschernobyl. Wegen der Nähe zum Reaktor in Tschernobyl sagten bis auf Frankreich und Finnland alle westlichen Länder ab. Gemäß Weisung der Regierung ging das DDR-Team dennoch an den Start, und Ludwig ging aus der Tour als Sieger hervor – die Formulierung „strahlender Sieger“ durften die allesamt staatlichen DDR-Medien Weisung aus Ost-Berlin in diesem Jahr nicht verwenden. Für seinen Sieg wurde Ludwig in der DDR erstmals zum Sportler des Jahres ernannt. 
Bei der Friedensfahrt 1987 trat erstmals der junge Usbeke Dschamolidin Abduschaparow an. Er wurde in den folgenden Jahren Ludwigs wichtigster Rivale. Ihre Sprintduelle wurden legendär. In der Friedensfahrt konnte Ludwig im Verlauf seiner Karriere alle Sonderwertungen mindestens einmal gewinnen.
1988 wurde Olaf Ludwig in Seoul Olympiasieger im Straßenrennen vor den beiden Bundesdeutschen Bernd Gröne und Christian Henn. Für diesen Sieg wurde er anschließend von Erich Honecker mit dem Vaterländischen Verdienstorden in Gold geehrt. Außerdem wurde er zum zweiten Mal DDR-Sportler des Jahres.
Das Jahr 1989 verlief für Olaf Ludwig enttäuschend. Nach einer mittelmäßigen Leistung bei der Friedensfahrt brach er sich bei den Weltmeisterschaften im französischen Chambéry den rechten Daumen und konnte nicht an den Wettkämpfen teilnehmen. Im Herbst kam noch ein Handgelenkbruch hinzu, welchen er sich bei einer Australienreise mit der DDR-Nationalmannschaft zuzog. Bereits zu dieser Zeit erwog er ein Ende seiner Karriere.

### Karriere als Profi
Nach dem Mauerfall im Herbst 1989 entschied er sich noch im selben Jahr für eine neue Karriere als Profi. Zunächst plante Ludwig einen Vertrag mit dem Team Stuttgart (aus dem 1991 das Team Telekom hervorging), doch die Vertragsunterzeichnung am 27. Dezember platzte auf Grund einer technischen Panne – Ludwigs Anrufbeantworter hatte die Nachricht nicht gespeichert, wo die Vertragsunterzeichnung stattfinden sollte. Daher unterzeichnete Ludwig am 29. Dezember einen Vertrag mit dem niederländischen Team Panasonic Sportlife. Diese Vertragsunterzeichnung bedeutete, dass Olaf Ludwig und seine Familie in die Niederlande ziehen mussten. Anfang 1990 zogen die Ludwigs nach Valkenburg. Wenige Jahre später bauten sie ein Haus im Aachener Stadtteil Kornelimünster.
Sein erstes Profirennen war die Ruta del Sol im Februar 1990, wo er gleich die ersten beiden Etappen gewinnen konnte. Im selben Jahr gewann er bei der Tour de France eine Etappe und das Grüne Trikot des besten Sprinters.
Im April 1992 wurde er beim legendären Straßenrennen Paris–Roubaix Zweiter. Mit dieser Strecke verband er in seiner gesamten Profikarriere eine Art Hassliebe – 1993 wurde er bei diesem Rennen Dritter, 1994 Vierter. Der zweite Platz von 1992 bewirkte, dass Ludwig die Führung im Weltcup übernahm. Er konnte die Führung bis zum letzten Rennen der Saison im Oktober auf Mallorca behalten und wurde am Saisonende Weltcupsieger.
Kurz nach seinem zweiten Platz bei Paris–Roubaix gewann er das Amstel Gold Race in Maastricht und wurde nun auch in seiner neuen niederländischen Heimat als Held gefeiert. Im Mai gewann er die Vier Tage von Dünkirchen. Im Juli konnte er die letzte Etappe der Tour de France auf dem Champs-Élysées gewinnen. Ende 1992 wurde er zudem in Deutschland zum Radsportler des Jahres vor dem Zweitplatzierten Jens Heppner gewählt.
1993 wechselte er zum Team Telekom, für das er am 17. Juli in Montpellier den ersten Etappensieg bei der Tour de France einfahren konnte. Am 29. August wurde er im Einzelrennen bei den Weltmeisterschaften der Profis in Oslo Dritter hinter Lance Armstrong und Miguel Indurain.
Im Herbst 1993 wurde Ludwig mit der Geburt einer weiteren Tochter zum dritten Mal Vater.
1994 gewann er das Radrennen Rund um den Henninger-Turm. Das folgende Jahr 1995 verlief für ihn äußerst unbefriedigend – bei Paris–Roubaix wurde er 24., bei der Tour de France schied er vorzeitig aus, nachdem er bei der neunten Etappe nur Platz 161 erreicht hatte. Danach beschloss er, sich 1996 mit nunmehr 36 Jahren auf seine dritte Olympiateilnahme zu konzentrieren und anschließend seine Karriere zu beenden. Am 5. Oktober 1995 erhielt er durch den Geraer Oberbürgermeister Ralf Rauch die Ehrenbürgerwürde seiner Heimatstadt.
Nach einigem Pech im Frühjahr 1996 – Reifenschäden verhinderten einen Erfolg bei der Flandern-Rundfahrt, bei Drei Tage von De Panne und bei Paris-Roubaix – wurde er Achter bei Rund um den Henninger Turm und gewann am 12. Juli zum zweiten Mal die Rheinland-Pfalz-Rundfahrt. Daraufhin startete er am 31. Juli zum Einzelrennen bei den Olympischen Spielen in Atlanta, konnte allerdings dort nur Sechzehnter werden. Olympiasieger wurde ausgerechnet der Schweizer Pascal Richard, der – wie Ludwig bei dessen Olympiasieg acht Jahre zuvor – von Wolfram Lindner trainiert wurde, der nun Schweizer Bundestrainer war.
Am 3. Oktober 1996 fuhr Ludwig auf einem Rundkurs um Gera sein Abschiedsrennen und gewann vor Dschamolidin Abduschaparow. Die Zieleinfahrt im Stadion der Freundschaft verfolgten 20.000 Zuschauer. Anschließend fand eine Abschiedsgala für Ludwig in der (damaligen, zur Bundesgartenschau 2007 abgerissenen) Erwin-Panndorf-Halle statt.
Danach fuhr er im Winter 1996/97 noch bei den Sechstagerennen in Dortmund, Köln, Bremen, Stuttgart, Berlin und Mailand. In Köln und Berlin konnte er dabei noch einmal gewinnen. Sein endgültig letztes Rennen war ein Abschiedsrennen für Danny Clark, Michael Hübner und Olaf Ludwig in der Nacht vom 14. auf den 15. Februar 1997.

### Nach dem Karriereende

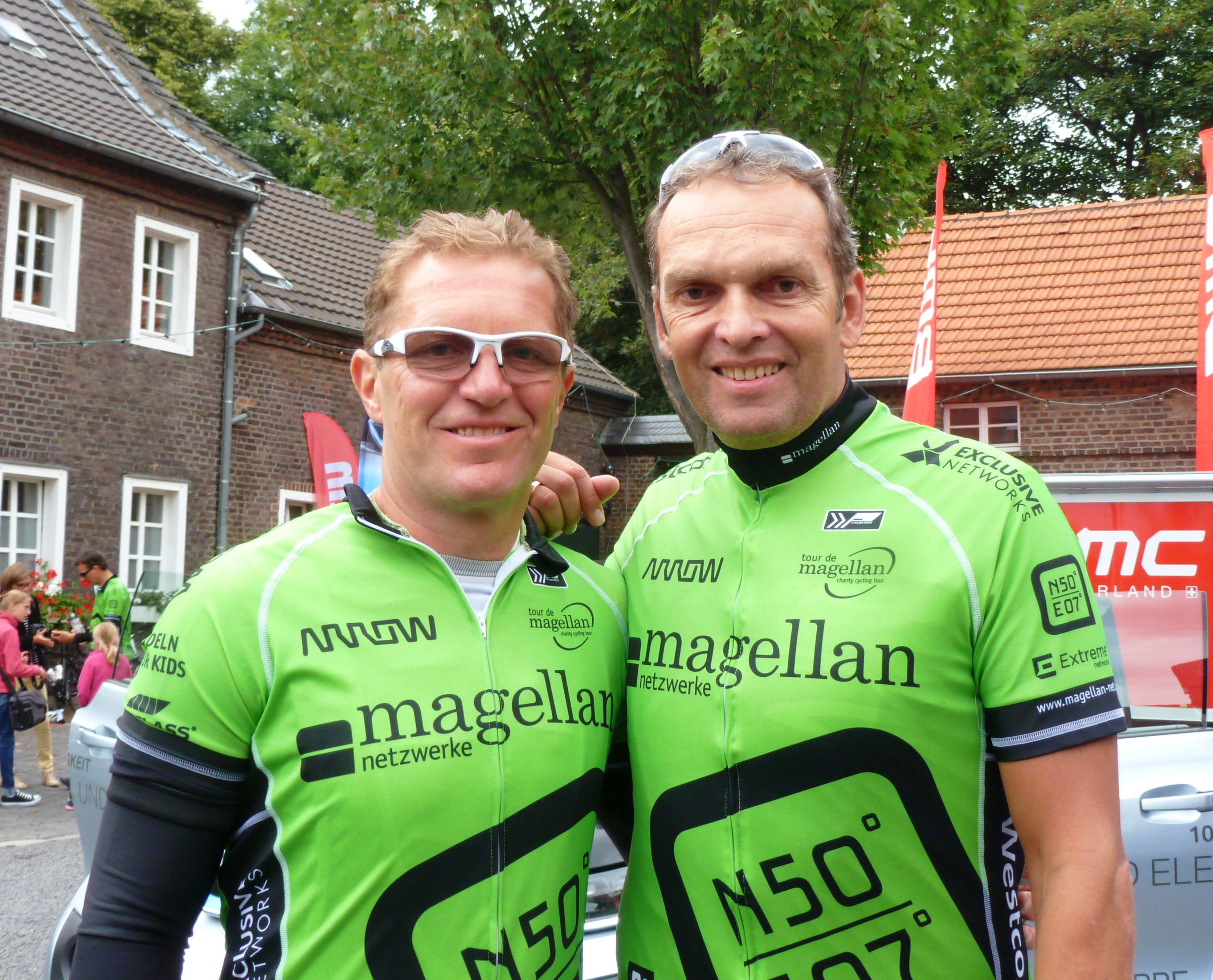
Olaf Ludwig (r.) mit Jens Heppner (2014)

1997 erschien seine Autobiografie Höllenritt auf der Himmelsleiter, herausgegeben durch den Sportjournalisten Helmut Wengel. Darin enthalten sind unter anderem Beiträge von Täve Schur, Eddy Merckx und Mario Kummer. Rückblickend auf seine Karriere meint Ludwig darin:

„Ich bereue nichts. Auch nicht meine Vergangenheit in der DDR, zu der ich stehe. Dem System habe ich meine Ausbildung, meine Förderung und meinen Aufstieg in die Weltspitze des Amateurradsports zu verdanken. Daß wir das System, in dem wir sorgsam behütet, gefördert und auch bewacht wurden, nicht in Frage stellten – wer will uns das im nachhinein vorwerfen? Entscheidend war für mich immer das Menschsein, der Umgang miteinander, die Hilfe untereinander, die Fürsorge des einen für den anderen. Ich habe immer versucht, ICH zu bleiben – ob sportlich, politisch oder privat.“

Nach dem Ende seiner Karriere war Olaf Ludwig 1999/2000 Vizepräsident des Bundes Deutscher Radfahrer (BDR). Im Jahr 2000 wurde er Pressesprecher des Teams Telekom (seit 2003 Team T-Mobile) sowie Mitglied der Profikommission des Weltradsportverbandes UCI.
Nachdem das Team T-Mobile im Jahr 2005 von der Doppelspitze Walter Godefroot/Olaf Ludwig geleitet wurde, übertrug sie 2006 der von Olaf Ludwig gegründeten Firma Olaf Ludwig Cycling GmbH die alleinige Führung des Teams. Nach Beendigung der Tour de France im selben Jahr ließ der Hauptsponsor vermelden, die zukünftige Zusammenarbeit sowohl mit Ludwig als auch mit Mario Kummer auf den Prüfstand zu stellen. Am 30. Juli 2006 gab T-Mobile schließlich bekannt, die Zusammenarbeit mit Ludwig zum 31. Oktober desselben Jahres zu beenden.
Seither veranstaltet Ludwig gemeinsam mit dem früheren Friedensfahrt-Organisator Jörg Strenger Radtouristik-Fahrten.
Bis Februar 2015 lebte Olaf Ludwig in Stolberg-Breinig bei Aachen. Seit März 2015 ist er wieder in Gera ansässig.

## Erfolge (Auswahl)
1977
- Juniorenweltmeister – Mannschaftszeitfahren

1978
- Juniorenweltmeister – Mannschaftszeitfahren

1979
- Bester Nachwuchsfahrer, aktivster Fahrer und eine Etappe DDR-Rundfahrt

1980
- Gesamtsieger und eine Etappe Oder-Rundfahrt
- Aktivster Fahrer, bester Sprinter, vielseitigster Fahrer, vier Etappen und dritter Platz der Gesamtwertung Internationale Friedensfahrt
- Aktivster Fahrer, drei Etappen und zweiter Platz der Gesamtwertung DDR-Rundfahrt
- Olympische Sommerspiele – Mannschaftszeitfahren

1981
- eine Etappe Kuba-Rundfahrt
- Gesamtsieger und drei Etappen Niedersachsen-Rundfahrt
- Aktivster Fahrer, vielseitigster Fahrer, Punktewertung und vier Etappen Internationale Friedensfahrt
- Prolog und zwei Etappen DDR-Rundfahrt

1982
- eine Etappe Oder-Rundfahrt
- eine Etappe Thüringen-Rundfahrt
- Gesamtsieger, aktivster Fahrer, vielseitigster Fahrer, Punktewertung, Prolog und vier Etappen Internationale Friedensfahrt
- zwei Etappen DDR-Rundfahrt
- eine Etappe (Einzelzeitfahren) Slowakei-Rundfahrt
- zwei Etappen Tour de l’Avenir

1983
- zwei Etappen Mittelmeer-Rundfahrt
- drei Erappen Niedersachsen-Rundfahrt
- Vielseitigster Fahrer, Bergwertung, Punktewertung, Prolog, fünf Etappen und dritter Platz der Gesamtwertung Internationale Friedensfahrt
- Gesamtsieger, vielseitigster Fahrer, Prolog und zwei Etappen DDR-Rundfahrt
- Sprintwertung, Prolog und fünf Etappen Rheinland-Pfalz-Rundfahrt
- Gesamtsieger, Prolog und vier Etappen Tour de l’Avenir

1984
- Aktivster Fahrer, vielseitigster Fahrer, Punktewertung, vier Etappen und dritter Platz der Gesamtwertung Internationale Friedensfahrt
- Bergwertung, vielseitigster Fahrer, Prolog und zwei Etappen DDR-Rundfahrt
- zwei Etappen Slowakei-Rundfahrt

1985
- Gesamtsieger, vielseitigster Fahrer und zwei Etappen DDR-Rundfahrt
- Gesamtsieger, Prolog und drei Etappen Rheinland-Pfalz-Rundfahrt

1986
- Gesamtsieger, aktivster Fahrer, vielseitigster Fahrer, Punktewertung und sieben Etappen Internationale Friedensfahrt
- DDR-Meister im Straßenrennen
- zwei Etappen DDR-Rundfahrt
- Prolog, fünf Etappen und zweiter Platz der Gesamtwertung Rheinland-Pfalz-Rundfahrt

1987
- eine Etappe Thüringen-Rundfahrt
- Aktivster Fahrer und drei Etappen Internationale Friedensfahrt
- eine Etappe (Mannschaftszeitfahren) Jugoslawien-Rundfahrt
- Sieger Rund um Berlin
- eine Etappe Rheinland-Pfalz-Rundfahrt
- eine Etappe und dritter Platz der Gesamtwertung DDR-Rundfahrt

1988
- Gesamtwertung und eine Etappe Thüringen-Rundfahrt
- Aktivster Fahrer, vielseitigster Fahrer und vier Etappen Internationale Friedensfahrt
- eine Etappe DDR-Rundfahrt
- Olympische Sommerspiele – Straßenrennen

1989
- eine Etappe Circuit de la Sarthe
- eine Etappe Thüringen-Rundfahrt
- Aktivster Fahrer, vielseitigster Fahrer und zwei Etappen Internationale Friedensfahrt
- drei Etappen und zweiter Platz der Gesamtwertung Belgien-Rundfahrt
- vier Etappen Rheinland-Pfalz-Rundfahrt
- DDR-Meister im Straßenrennen

1990
- drei Etappen Andalusien-Rundfahrt
- eine Etappe Drei Tage von De Panne
- Punktewertung und drei Etappen Tour de Trump
- eine Etappe Tour de Suisse
- Punktewertung und zwei Etappen Tour de France
- eine Etappe Irland-Rundfahrt

1991
- eine Etappe (Einzelzeitfahren) Murcia-Rundfahrt
- eine Etappe Tour de Suisse
- eine Etappe und zweiter Platz der Gesamtwertung Niederlande-Rundfahrt
- zwei Etappen Irland-Rundfahrt

1992
- eine Etappe Mittelmeer-Rundfahrt
- Sieger Quer durch Belgien
- zweiter Platz Paris–Roubaix
- drei Etappen Aragon-Rundfahrt
- Sieger Amstel Gold Race
- Gesamtsieger und eine Etappe Vier Tage von Dünkirchen
- zwei Etappen Tour de Suisse
- zwei Etappen Tour de France
- Gesamtsieger Rad-Weltcup

1993
- eine Etappe Mittelmeer-Rundfahrt
- dritter Platz Paris–Roubaix
- eine Etappe Tour de France
- dritter Platz der Gesamtwertung Niederlande-Rundfahrt
- Straßenradsport-Weltmeisterschaften – Einzelrennen

1994
- eine Etappe Aragon-Rundfahrt
- Sieger Rund um den Henninger Turm
- eine Etappe und zweiter Platz der Gesamtwertung Vier Tage von Dünkirchen

1995
- Sieger Veenendaal–Veenendaal

1996
- eine Etappe Andalusien-Rundfahrt
- eine Etappe und dritter Platz der Gesamtwertung Drei Tage von De Panne
- eine Etappe und dritter Platz der Gesamtwertung Vier Tage von Dünkirchen
- Gesamtsieger und zwei Etappen Rheinland-Pfalz-Rundfahrt
- eine Etappe Niederlande-Rundfahrt

## Ehrungen
1983 wurde er von der Union Cycliste Internationale (UCI) als bester Amateur mit der „Palmes d’or Merlin Plage“ ausgezeichnet.

## Darstellung Ludwigs in der bildenden Kunst
- Günter Dührkop: Friedensfahrer Olaf Ludwig (Tafelbild, Öl, 1982; im Bestand des Otto-Dix-Hauses Gera)[6]